# 城戸淳二
城戸 淳二（きど じゅんじ、1959年〈昭和34年〉2月11日 - ）は、日本の高分子工学者。山形大学教授。有機EL（有機エレクトロルミネッセンス）の開発者で、1993年に世界初となる白色有機ELを開発したことで知られる。

## 略歴・人物
大阪府東大阪市出身。東大阪市立長瀬東小学校、東大阪市立金岡中学校卒業。1977年（昭和52年）上宮高等学校を卒業し、早稲田大学理工学部に入学するも競技スキーとアルバイトにかまけて卒業研究までは勉学をおろそかにしていたが、卒業研究の指導教官の土田英俊教授から「キド君は希土類をやれ」と語呂合わせで、発光材料でもある希土類金属錯体の研究を始め、材料研究の面白さに目覚めた。
1984年に早稲田大学理工学部を卒業後、土田教授の勧めで米国ニューヨークポリテクニック大学（現ニューヨーク大学）大学院博士課程に留学する。ニューヨークではYoshi Okamoto教授の指導のもと、発光性の希土類錯体の研究を行うも、研究室で目にした希土類錯体分散プラスチックの明るい蛍光に感動し、電気でプラスチックを光らせたいと有機エレクトロルミネッセンス（EL）の研究に興味を持った。
1989年（平成元年）山形大学工学部高分子化学科助手となり有機ELの研究を始め、まずは希土類錯体を用いて緑色、赤色のEL発光を実現し、1993年に世界初の白色有機ELの開発に成功した。これは赤色有機ELの作製実験を学生に行わせたところ、学生が赤色色素の濃度を薄くしてしまい、その結果出来た物が白味掛かった淡いピンク色だったのが発端だった。
その後、白色有機ELをタンデム化など高性能化して実用化まで導き、三菱重工業、ローム、凸版印刷、三井物産などと合弁会社ルミオテック を設立し、2011年に照明用有機ELパネルの生産を開始した。このように、白色有機EL技術で有機EL照明の分野を切り拓いたばかりでなく、白色とカラーフィルターを用いた大型有機ELテレビの基盤技術も開発した。

## 年譜
- 1984年（昭和59年） - 早稲田大学理工学部応用化学科卒業。ニューヨークポリテクニック大学大学院（現　ニューヨーク大学大学院）へ留学
- 1989年（平成元年） - 山形大学工学部高分子化学科助手
- 1990年 - 米国ブルックヘブン国立研究所客員研究員
- 1995年 - 山形大学工学部物質工学科助教授
- 2002年 - 機能高分子工学科教授。経済産業省・NEDO「高効率有機デバイスの開発」プロジェクト研究総括責任者
- 2003年 - 山形県産業技術振興機構　有機エレクトロニクス研究所所長
- 2004年 - NEDO「照明用高効率有機EL技術の研究開発」プロジェクト研究総括責任者
- 2010年 - 卓越研究教授　大学院理工学研究科有機デバイス工学専攻
- 2016年 - 6月16日、皇居で天皇・皇后と歓談。同席は大阪大学社会経済研究所教授の大竹文雄、東京大学大学院理学系研究科生物科学専攻教授の塩見美喜子、文部科学省研究振興局長の小松弥生[5]

## 受賞
- 1990年 - 高分子学会若手奨励金
- 2002年 - 高分子学会学会賞
- 2002年 - 米国情報ディスプレイ学会特別功績賞
- 2003年 - （財）光産業技術振興協会櫻井健二郎氏記念賞
- 2006年 - （独）日本学術振興会　光電相互変換第125委員会　業績賞
- 2007年 - 米国ポリテクニック大学 Herman F. Mark Technology Medal
- 2008年 - 米国情報ディスプレイ学会　Fellow Award
- 2009年 - 山形県科学技術賞
- 2009年 - （独）日本学術振興会 ひらめきときめきサイエンス推進賞
- 2013年 - 紫綬褒章受章[1]
- 2014年 - トムソンロイター　Highly Cited Researchers2014に選出
- 2015年 - 米国情報ディスプレイ学会　K.F. Braun賞
- 2015年 - トムソンロイター　Highly Cited Researchers2015に選出
- 2016年 - クラリベイトアナリティクス　Highly Cited Researchers2016に選出
- 2017年 - WIRED Audi INNOVATION AWARD
- 2017年 - クラリベイトアナリティクス　Highly Cited Researchers2017に選出
- 2018年 - 高分子学会　フェロー[1]
- 2018年 - クラリベイトアナリティクス　Highly Cited Researchers2018に選出
- 2021年 - 日本化学会学会賞
- 2021年 - 藤原賞[1]

## 著書
- 『有機ELのすべて』（日本実業出版社、2003年、ISBN 4-534-03541-1）
- 『日本のエジソン城戸淳二の発想　成功は成功を呼ぶ!』（ベストセラーズ、2004年）
- 『大学教授が考えた1年で90を切れるゴルフ上達法!』（角川SSC新書、2012年）
- 『有機ELに賭けろ!　世界的権威が明かす日本企業がサムスンに勝つ方法』（ダイヤモンド社、2013年）
- 『大学教授が発見したゴルフ上達39の定理』（幻冬舎、2013年）
- 『有機EL照明』（日刊工業新聞社、2015年）

### 共著
- 『「突然変異」を生み出せ!』（日本実業出版社、2003年。高輝度青色発光ダイオード発明・開発で2014年ノーベル物理学賞受賞の中村修二との共著）
- 『学者になるか、起業家になるか』 (PHP新書、2011年。戦略コンサルタント坂本桂一との共著、ISBN 978-4569779621）

### 編著
- 『有機ELハンドブック』（編集委員長として。リアライズ理工センター、2004年、ISBN 978-4898080481）